# Nou Barris
Nou Barris är en stadsdel i norra Barcelona. Den ligger längst i norr i staden och fick sitt nuvarande namn först 1984, när staden Barcelona skapade en ny indelning med tio olika stadsdistrikt. Totalt omfattar Nou Barris 800 hektar med ett invånarantal på cirka 168 000 personer.
Distriktet omges av två andra stadsdistrikt: Sant Andreu i öster och Horta-Guinardó i väster. I norr sträcker sig det långa bergsmassivet Serra de Collserola.

## Delområden
Trots sitt namn (nou barris är katalanska för 'nio stadsdelar') indelas distriktet i inte mindre än 13 olika stadsdelar. Dessa listas nedan.
- Can Peguera
- Canyelles
- Ciutat Meridiana
- El Turó de la Peira
- La Guineueta
- La Prosperitat
- Les Roquetes
- La Trinitat Nova
- Porta
- Torre Baró
- Vallbona
- Verdun
- Vilapicina i la Torre Llobeta